# شارون بولتون
شارون بولتون (بالإنجليزية: Sharon Bolton)‏ هي مؤلفة وكاتِبة بريطانية، ولدت في 27 مايو 1960 في لانكشر في المملكة المتحدة.

## وصلات خارجية
- الموقع الرسمي
- شارون بولتون على موقع ميوزك برينز (الإنجليزية)